# Sedrida
Santa Sedrida (Sǣþrȳð en anglés antic; fl. anys 660), també coneguda com a Sæthryth, Sethrida o Saethrid, va ser una santa cristiana del segle VII. Era la fillastra del rei Anna de l'Ànglia Oriental. Va ser una monja benedictina a l'abadia de Faremoutiers-en-Brie, a la Gàl·lia, quan la seua abadessa era la seua fundadora santa Fara, a qui va succeir posteriorment en el càrrec. Les santes Sexburga, Etelburga, Eteldreda i Witburga era germanastres de Sedrida.
La seua festivitat se celebra el 7 de gener, encara que anteriorment se celebrava el 10 del mateix mes.